# Subregió d'Ankara
La subregió d'Ankara (TR51) és una de les 26 subregions estadístiques de Turquia. La subregió i la província d'Ankara són exactament iguals.

## Regions de tercer grau (províncies)
- Província d'Ankara (TR510)